# Цибуканій-де-Жос
Цибуканій-де-Жос (рум. Țibucanii de Jos) — село у повіті Нямц в Румунії. Входить до складу комуни Цибукань.
Село розташоване на відстані 300 км на північ від Бухареста, 26 км на північний схід від П'ятра-Нямца, 76 км на захід від Ясс.

## Населення
За даними перепису населення 2002 року у селі проживали 480 осіб, усі — румуни. Усі жителі села рідною мовою назвали румунську.